# St. Martin (Pfeffenhausen)

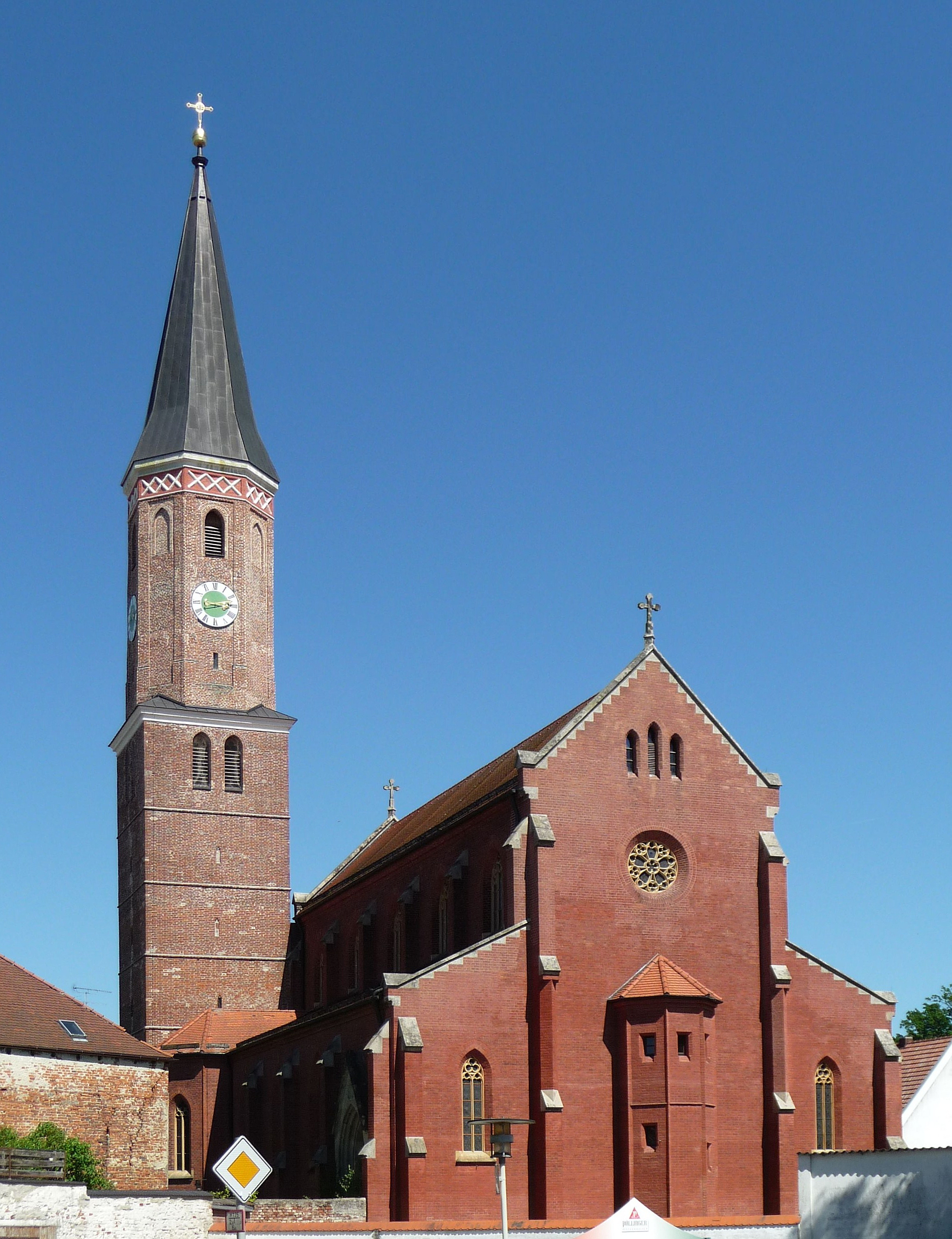
Außenansicht der Pfarrkirche St. Martin

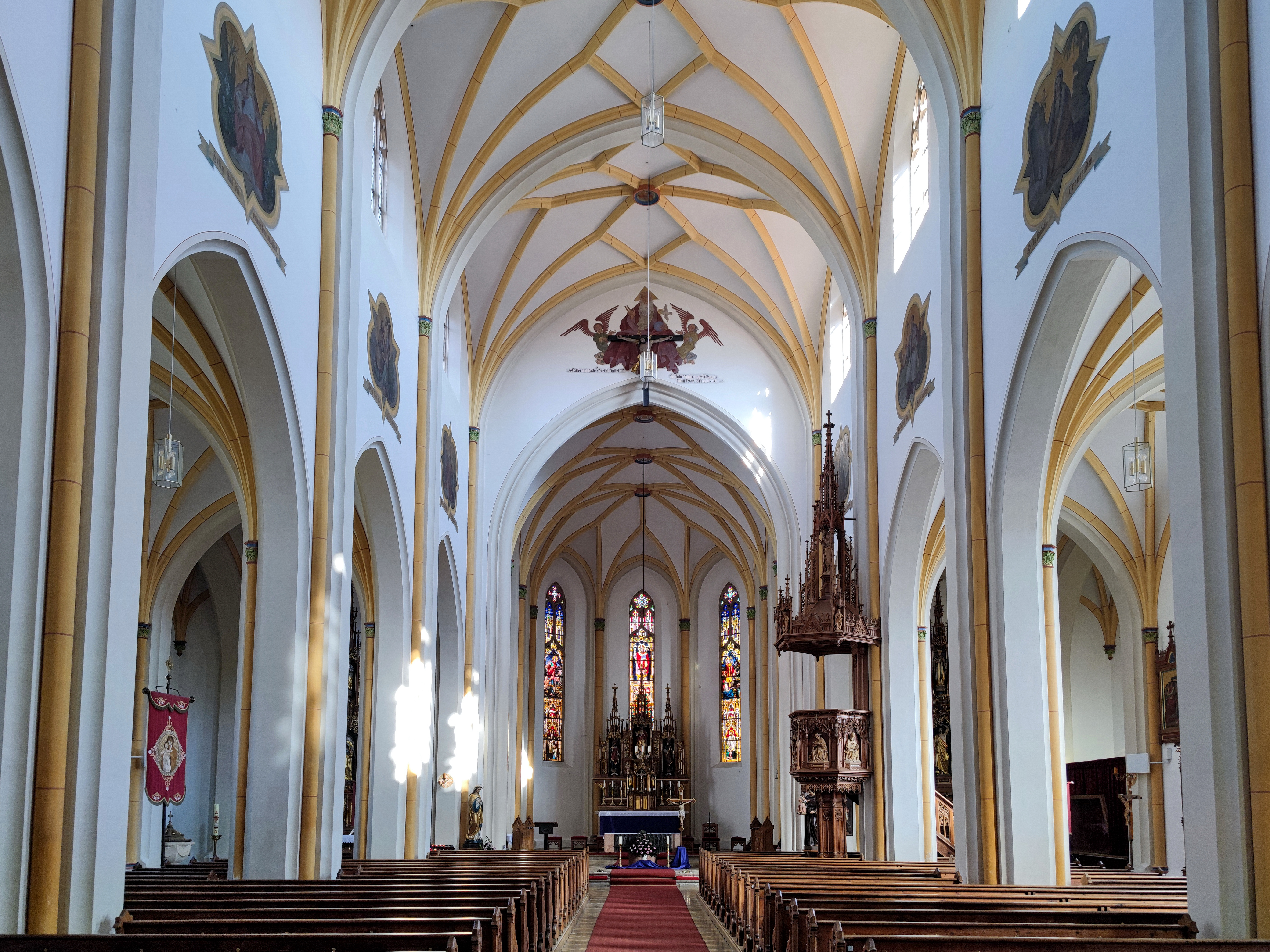
Innenraum der Pfarrkirche
St. Martin

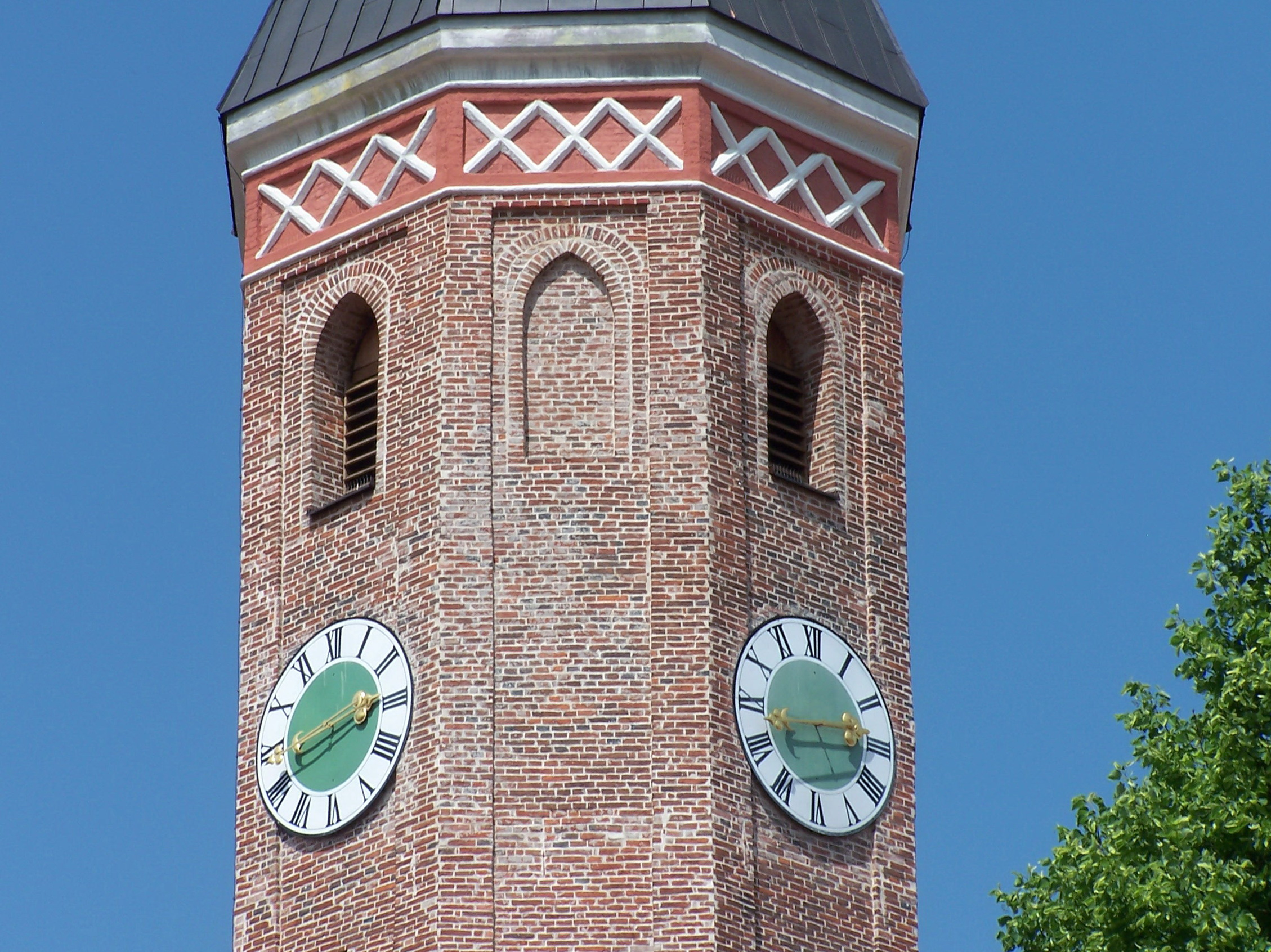
Glockenstube des Backsteinturmes

Die römisch-katholische Pfarrkirche St. Martin in Pfeffenhausen im niederbayerischen Landkreis Landshut ist eine dreischiffige Basilika im Stile der Neugotik. Sie wurde von 1885 bis 1887 unter Einbeziehung eines älteren Turmes erbaut und ist aufgrund ihrer Größe auch als Dom der Hallertau bekannt.

## Geschichte

### Pfarrgeschichte
Die Kirche wurde im Jahr 1040 als Taufkirche für einen größeren Umkreis erstmals urkundlich erwähnt, als die Grafen von Ebersberg ihre Besitzungen in Pfeffenhausen dem Benediktinerkloster Ebersberg stifteten. 1125 wurde Pfeffenhausen erstmals als dem Kloster Ebersberg inkorporierte Pfarrei genannt. Ab 1611 war die Pfarrei dem Jesuitenkolleg in München einverleibt, von 1782 bis 1802 dem Malteserorden. Pfeffenhausen gilt als Urpfarrei, da in den umliegenden Orten wie Niederhornbach, Pfaffendorf und Rainertshausen erst im Laufe der folgende Jahrhunderte eigene Pfarreien eingerichtet wurden. Heute sind alle vier Pfarreien in der politischen Gemeinde Pfeffenhausen wieder zu einer Pfarreiengemeinschaft vereinigt.

### Baugeschichte
Es sind mindestens zwei Vorgängerbauten der heutigen Kirche belegt. Über den als gesichert geltenden romanischen Bau ist fast nichts mehr bekannt. Er musste in der zweiten Hälfte des 15. Jahrhunderts einer spätgotischen Kirche weichen, die mit vier Altären (Hoch-, Johannes-, Sebastians- und Kreuzaltar) ausgestattet war. Bereits damals dürfte der Turmunterbau von der alten Kirche übernommen worden sein, während Chor und Langhaus wohl vergrößert wurden. Aus den Bauplänen der heutigen Kirche von 1884 ist ersichtlich, dass es sich bei dem Vorgängerbau um eine dreischiffige Staffelhalle mit Chor in Mittelschiffbreite handelte. Als Erbauer kommt ein Meister der Landshuter Bauhütte in Frage.
Nach Schäden an der Kirche im Dreißigjährigen Krieg wurde die Kirche nach und nach wiederaufgebaut und erhielt eine barocke Ausstattung. So konnten am 30. Juli 1696 fünf neue Altäre geweiht werden. Auch das Äußere wurde in dieser Zeit baulich stark verändert; zum Beispiel wurde der Stirnseite des Kirchenschiffs eine geschweifte Barockfassade vorgeblendet, der Turm um den bis heute erhaltenen oktogonalen Oberbau aufgestockt und mit einer Zwiebelkuppel mit Laterne versehen. Diese Arbeiten wurden von dem örtlichen Maurermeister Hans Widtmann ausgeführt, der außerdem unter anderem die Wallfahrtskirche Heiligenbrunn erbaute. Auch dürfte er den bis heute bestehenden Pfarrhof, einen barocken zweigeschossigen Walmdachbau aus dem ausgehenden 17. Jahrhundert, in unmittelbarer Nachbarschaft zur Kirche errichtet haben. Diese Baumaßnahmen waren sicherlich vor 1723 abgeschlossen, als Michael Wenings Ortsansicht entstand. Beim großen Marktbrand von 1779 wurde die barocke Zwiebelkuppel zerstört und durch den heutigen gekröpften Spitzhelm ersetzt.
Da dieses Kirchengebäude im ausgehenden 19. Jahrhundert zu klein geworden war und aufgrund der niedrigen Lage Feuchtigkeit und somit Fäulnisgeruch in den Wänden geherrscht hatte, beschloss man im April 1884 einen Neubau der Kirche. Zudem erfuhr Pfeffenhausen durch den Hopfenanbau und den bevorstehenden Eisenbahnanschluss einen beträchtlichen wirtschaftlichen Aufschwung, sodass man von einer bereits 1856 geplanten Erweiterung des Langhauses nach Westen Abstand nahm. Der Auftrag für die Planung erging an den königlich-bayerischen Bauamtmann Anton Völkl aus Landshut. Die Grundsteinlegung erfolgte am 14. Juni 1885, der erste Gottesdienst in der neuen Kirche konnte bereits an Weihnachten 1886 gefeiert werden. Im Folgejahr 1887 wurde die neue Kirche nach rund zweijähriger Bauzeit endgültig fertiggestellt. Die Baukosten betrugen 120.000 Mark. Die Kirchweihe nahm der Regensburger Bischof Ignatius von Senestrey anlässlich der Firmung am 9. Juni 1888 vor.
Bei der ersten größeren Renovierung in den Jahren 1933/34 wurde unter anderem das vorher dunkle Gewölbe hell ausgemalt. Aufgrund der freundlicheren Raumwirkung wurde dies bis heute beibehalten. Außerdem entstand die Darstellung der Heiligen Dreifaltigkeit des Landshuter Malers Franz Högner am Chorbogen. 1978 gestaltete der Landshuter Bildhauer Karl Reidel den Volksaltar mit einem Bronzerelief des letzten Abendmahles und den Ambo sowie den Martinsbrunnen am Kirchplatz. 1988 erhielt die Kirche zum 100-jährigen Weihejubiläum eine neue Orgel. Die letzte Innenrenovierung wurde in den Jahren 2005 bis 2013 durchgeführt; dabei hat man unter anderem die in Steinton übermalten Altäre auf die ursprüngliche Eichenholz-Sichtigkeit zurückgeführt.

## Architektur

### Außenbau
Die Pfarrkirche ist ein neugotischer Blankziegelbau nach dem Vorbild der Backsteingotik, der mit Gliederungen aus Granit und gelblichem Sandstein versehen ist. Hier mag die berühmte, etwa 25 Kilometer entfernte Landshuter Martinskirche als Vorbild gedient haben. Der Bauform nach handelt es sich um eine dreischiffige Basilika. Der Bau ist in etwa nach Osten ausgerichtet. Er umfasst ein Langhaus mit fünf Jochen und einen Chor in Mittelschiffbreite mit zwei Jochen und Fünfachtelschluss. Die Seitenschiffe enden mit geraden Stirnwänden auf der Höhe des Chorbogens. Im Norden und Süden sind am östlichen Langhausjoch zwei polygonale Seitenkapellen angebaut, die hauptsächlich der stillen Andacht dienen. Dadurch erhält der Kirchenbau einen kreuzförmigen Grundriss, ohne jedoch im klassischen Sinne ein Zentralbau zu sein.
Der Außenbau ist an den Seitenschiffen durch einmal abgesetzte Strebepfeiler gegliedert. Jeder Absatz ist mit einem kleinen Pultdach aus Granit versehen. Der Obergaden des Mittelschiffs ist ebenfalls durch Strebepfeiler gegliedert, die aber nur einen Absatz umfassen. Zwischen den Strebepfeilern sind spitzbogige Maßwerkfenster mit Drei- und Vierpassornmenten angeordnet, die am Obergaden und an den Seitenschiffen dreibahnig, an den Seitenkapellen zweibahnig ausgeführt sind. Die drei Fenster im Chorschluss sind bedeutend schmäler und bis auf einfache Kielbögen frei von Maßwerk, da sie aufwändige Glasgemälde tragen. Das rückwärtige Fenster der Orgelempore ist als Rosette ausgeführt.
Der 62,5 Meter hohe, siebengeschossige Turm mit achteckigem Aufsatz und Spitzhelm wurde gänzlich vom Vorgängerbau übernommen. Er ist als  sogenannter Chorflankenturm nördlich an das Presbyterium angebaut. In seinem Untergeschoss ist ein Sakristeiraum untergebracht, in dem spätgotisches Netzgewölbe mit gekehlten, an den Stegen abgeschrägten Rippen erhalten ist. Am Gewölbescheitel befindet sich ein runder Schlussstein mit aufgelegtem Wappenschild. Auf der gegenüberliegenden Seite des Altarraums wurde im Zuge des Kirchenneubaus eine zweistöckige Sakristei angebaut, sodass sich ein beinahe symmetrischer Grundriss ergibt. Ein polygonaler Anbau auf der Westseite enthält eine Wendeltreppe, die den Zugang zu den Emporen ermöglicht. Der Zugang zum Innenraum erfolgt über zwei spitzbogige Portale, die auf der Nord- und Südseite des westlichen Langhausjochs angeordnet sind. Beide besitzen ein zweifach gestuftes Gewände, das von einem Dreiecksgiebel mit Dreipassmotiv bekrönt wird. Die Giebelbedachung ist mit Kreuzblumen verziert.

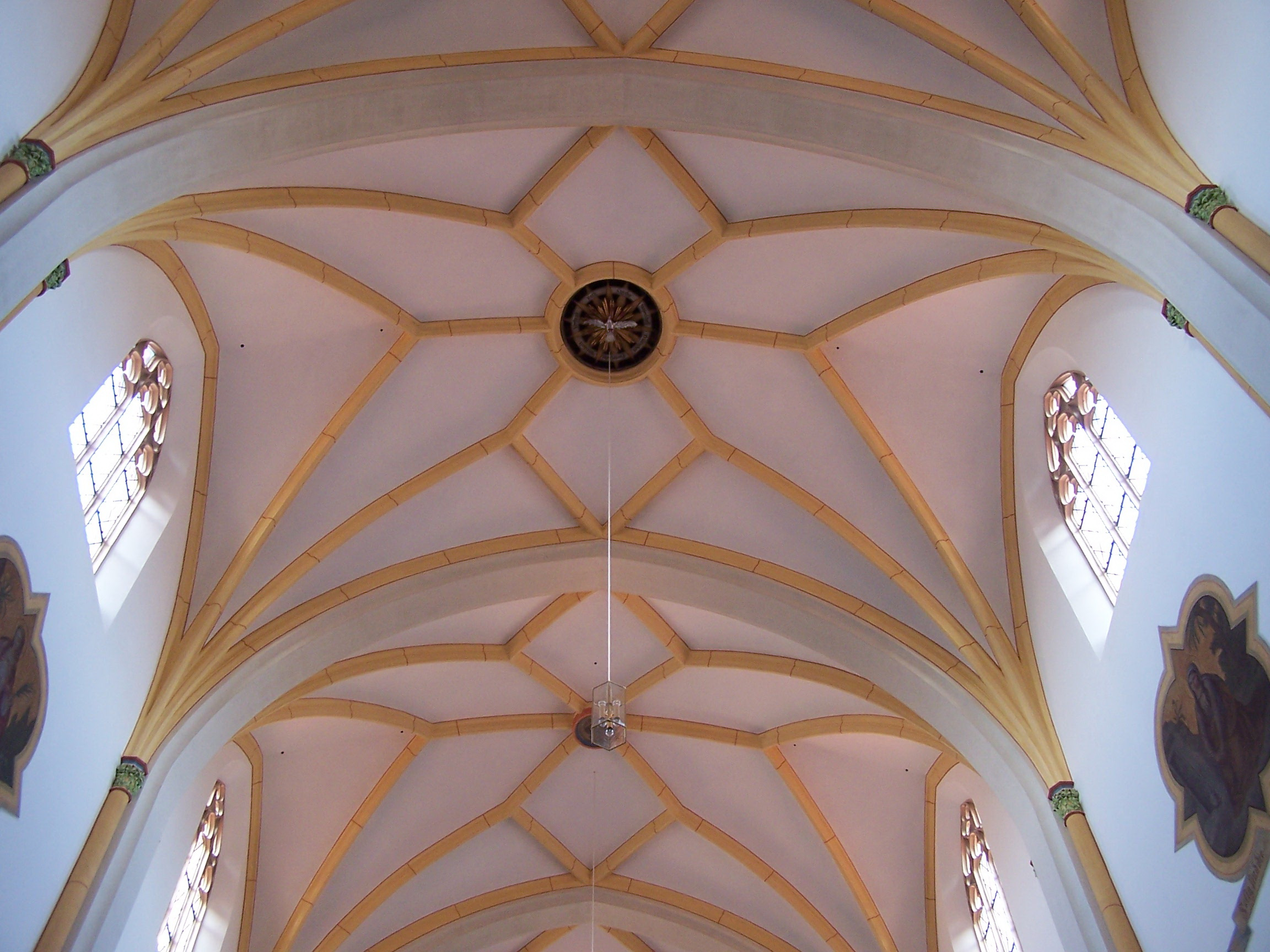
Netzgewölbe im Hauptschiff

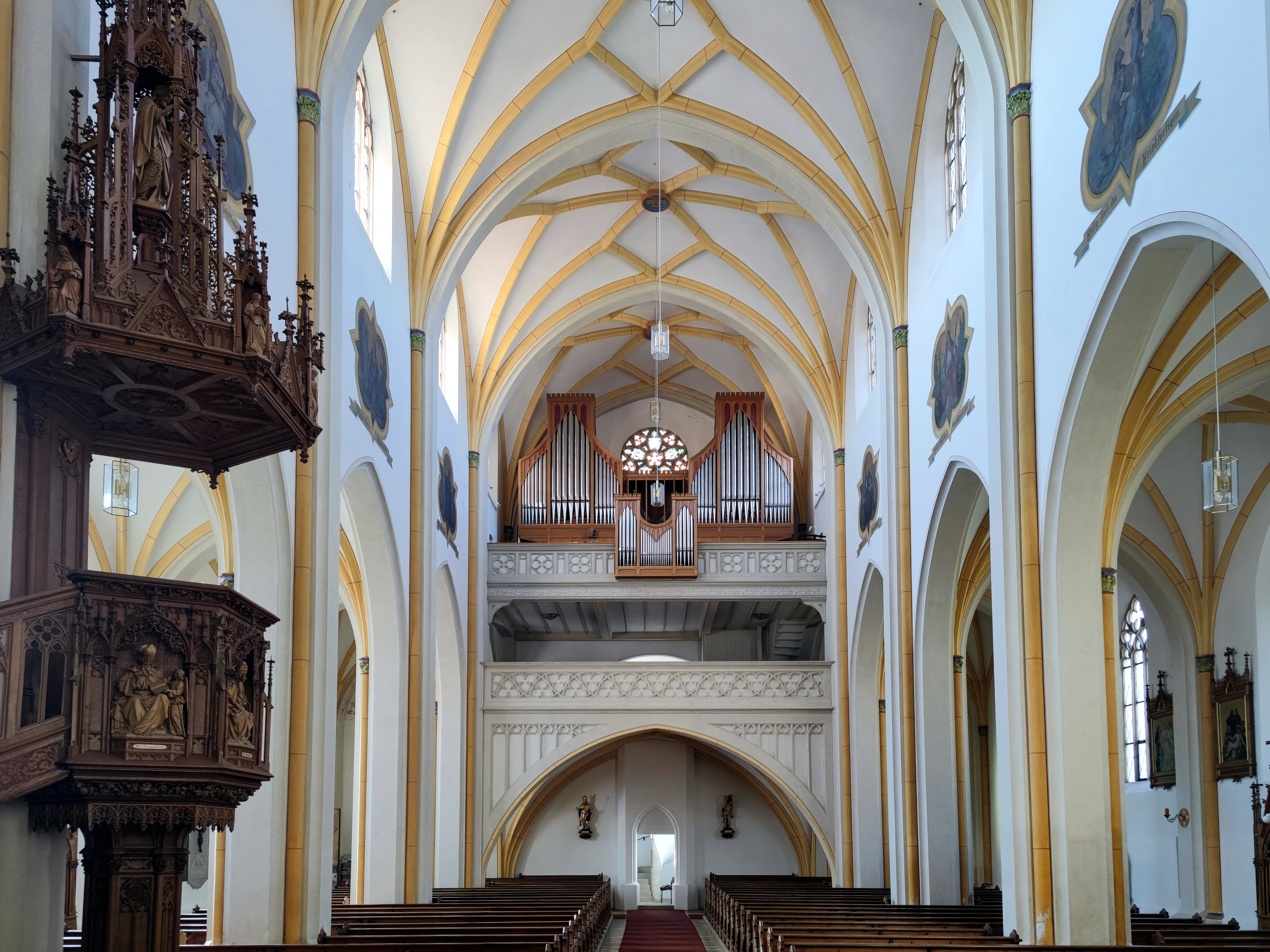
Blick zur Orgelempore

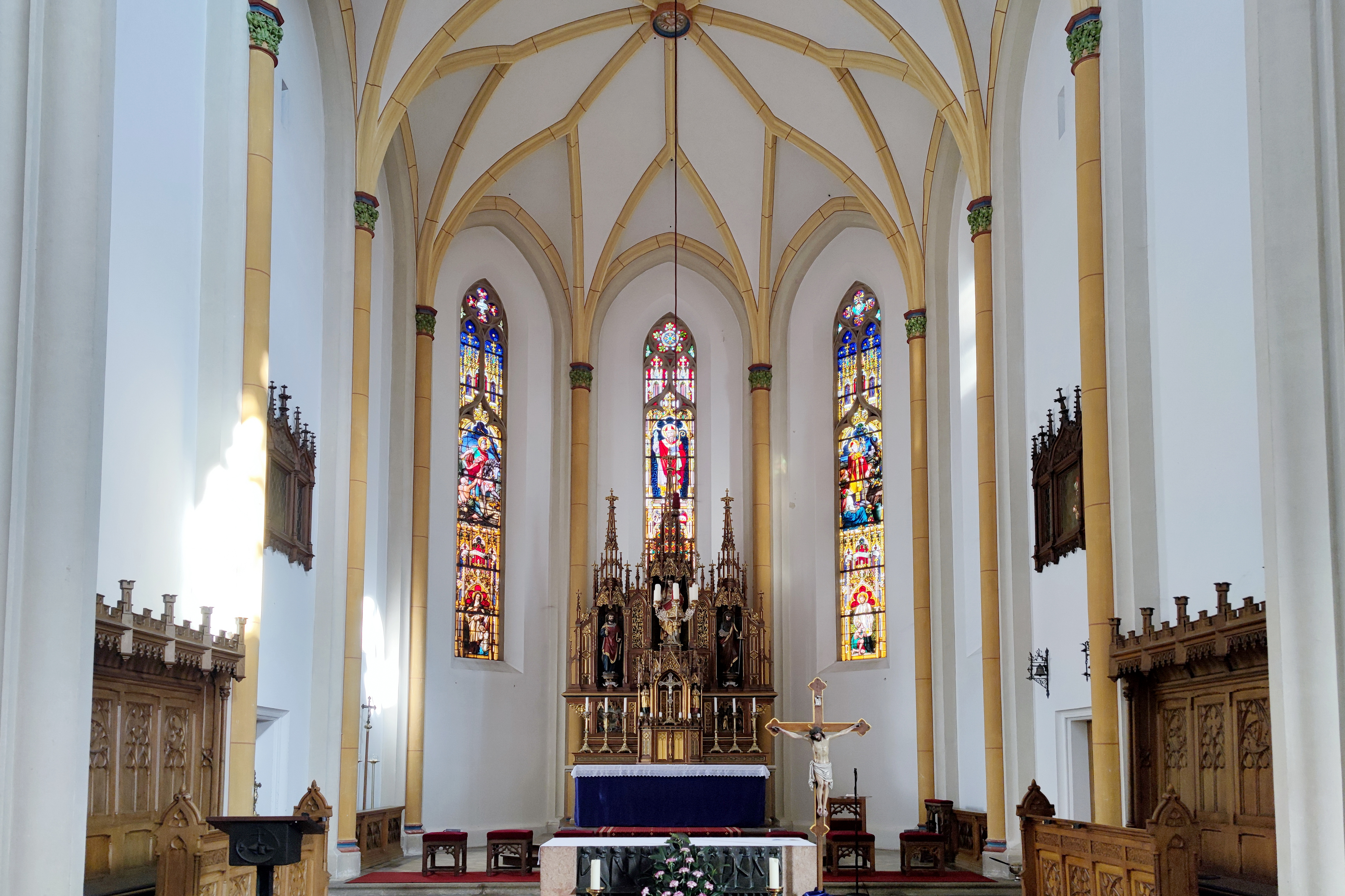
Chorraum

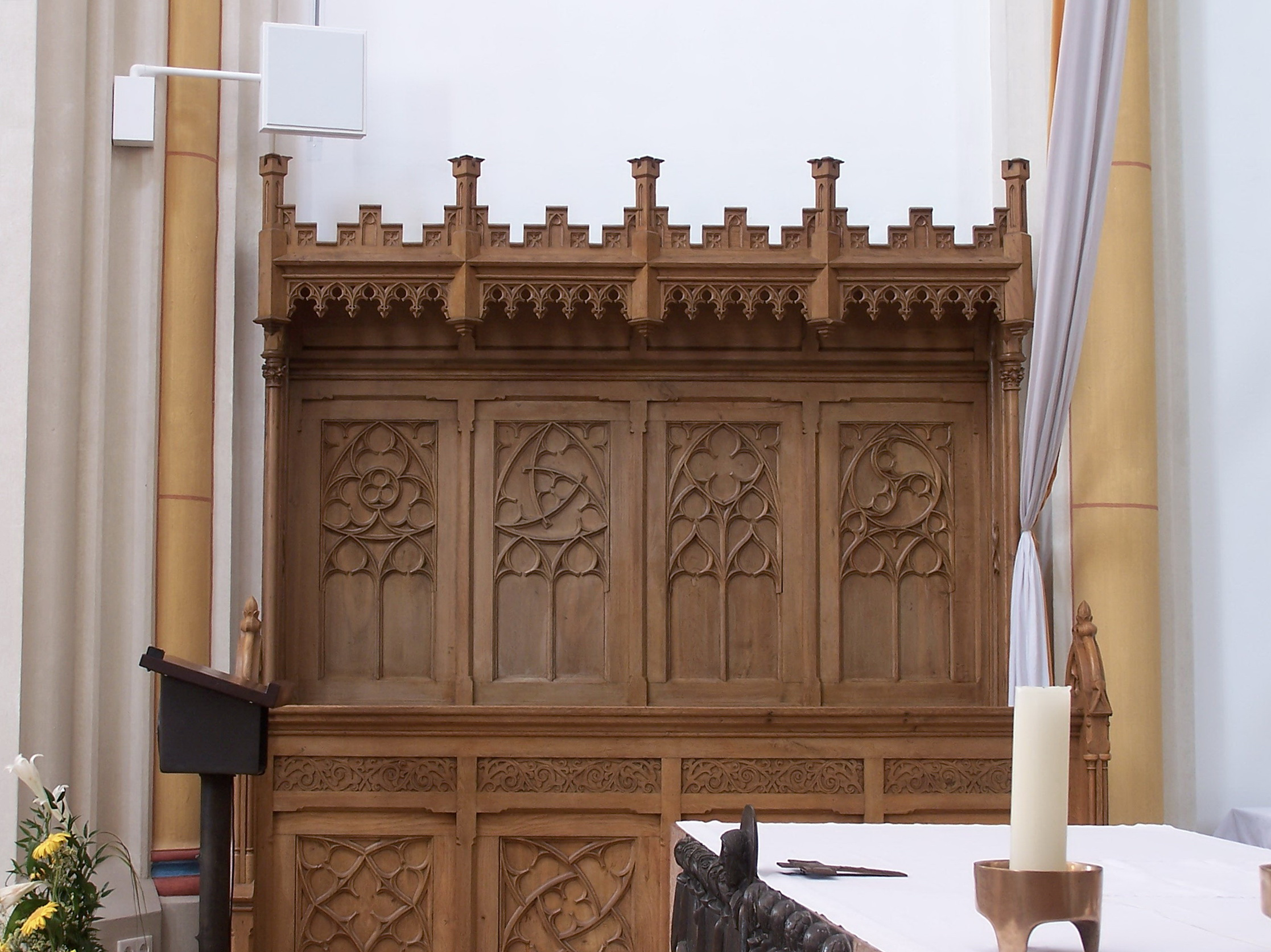
Chorgestühl

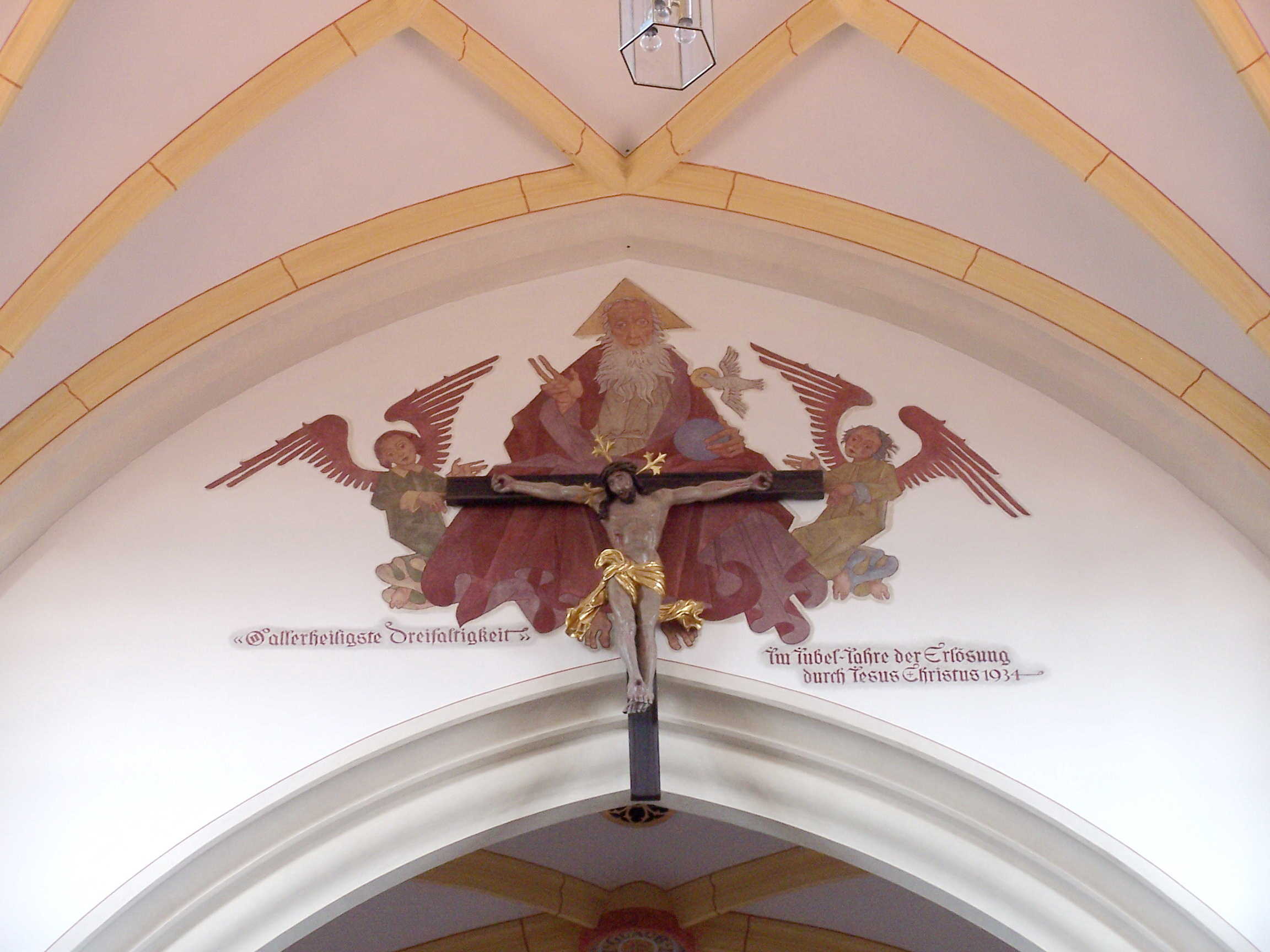
Chorbogenkreuz

### Innenraum
Der Chor und alle drei Schiffe werden von einem neugotischen Netzrippengewölbe überspannt. Dieses wird von spitzen, gekehlten Gurtbögen gegliedert, die ohne Vermittlung aus gekehlten Pilastern hervorgehen. Diesen sind beidseits halbrunde Dienste vorgelegt, aus deren Kapitellen die birnstabförmige Gewölberippen entspringen. Die Schlusssteine sind rund. Die Schiffe werden durch spitze, beidseits gekehlte Scheidbögen getrennt. In den Seitenschiffen sind ebensolche Schildbögen anzutreffen. Die ebenfalls spitzen Schildbögen im Chor werden von den Wanddiensten und den Gewölberippen eingerahmt. Den Übergang zwischen Langhaus und Chor vermittelt ein spitzer Chorbogen. Das Chorgewölbe ist etwas niedriger als das des Mittelschiffs und etwas höher als das der Seitenschiffe. Im westlichen Joch des Mittelschiffs ist eine Doppelempore eingezogen; auf dem oberen Geschoss befindet sich die Orgel.

## Ausstattung
Die eher schlichte Kirchenausstattung ist beinahe einheitlich neugotisch. Die Ausstattung des Vorgängerbaus wurde 1885 öffentlich versteigert. Nur das Chorbogenkruzifix, einige barocke Kirchenstühle (heute auf der Empore), eine barocke Sebastiansfigur (heute am Sebastiansaltar), der Taufstein und das spätgotische Weihwasserbecken am Südportal blieben erhalten. Die fünf Altäre (Hoch-, Marien-, Sebastians-, Familien-, Kreuzaltar), das Chorgestühl, die vier Beichtstühle und die Kanzel mit Reliefs der vier lateinischen Kirchenväter stammen von der Münchener Firma Alois Riesenhuber, seinerzeit ein Großproduzent von Kirchenausstattungen im süddeutschen Raum. Der Aufbau der Altäre orientiert sich an spätgotischen Schnitzaltären, während die Themen wie zum Beispiel die Verehrung der Heiligen Familie oder des Heiligsten Herzen Jesu erst in jüngerer Zeit aufkamen.

### Hochaltar
Der Hochaltar im Chorraum ist dreiachsig mit Figurennischen aufgebaut, wobei die mittlere Achse durch den Tabernakel mit Expositionsnische überhöht ist. Der Altar ist reich mit Maßwerkschnitzereien verziert. Der Tabernakel und die Figurennischen sind jeweils mit zahlreichen Fialen bekrönt. In der Mittelnische befindet sich eine Herz-Jesu-Figur. In den seitlichen Nischen stehen Figuren der Apostel Petrus mit Schlüssel (links) und Paulus mit Schwert (rechts).

### Seitenaltäre
An den Stirnwänden der Seitenschiffe befinden sich die beiden als Pendants ausgeführten Seitenaltäre. Der Aufbau ist wie beim Hochaltar dreiachsig mit Figurennischen. Auch die Seitenaltäre sind mit Maßwerkschnitzereien verziert und von Fialen bekrönt. Der nördliche (linke) Seitenaltar ist der heiligen Maria gewidmet. Er enthält in der Mittelnische eine Mutter-Gottes-Figur mit Kind, flankiert von den Heiligen Barbara (links) und Katharina (rechts). Daneben am Chorbogen ist eine Figur der Maria Immaculata zu sehen. Das Pendant auf der südlichen (rechten) Seite bildet der Sebastiansaltar. In der Mittelnische ist wiederum die Figur des namensgebenden Heiligen untergebracht, in den seitlichen Nischen Figuren der Heiligen Leonhard (links) und Florian (rechts).
In der nördlichen Seitenkapelle ist neben dem spätgotischen Taufstein aus Kelheimer Marmor der Familienaltar (gewidmet der Heiligen Familie) untergebracht. Zu beiden Seiten einer reliefartigen Darstellung des Heiligen Wandels sind hier Figuren der Heiligen Wolfgang (links) und Benno (rechts) zu sehen. Die südliche Seitenkapelle enthält den Kreuzaltar. Dieser zeigt mittig eine Kreuzigungsgruppe mit Maria und dem Apostel Johannes als Relief, seitlich davon Figuren der heiligen Veronika (links) und des Evangelisten Johannes. Folglich wird hier bereits zwischen dem Apostel und dem Evangelisten Johannes unterschieden, was nach neuerem Forschungsstand auch richtig sein dürfte. Die beiden Altäre in den Seitenkapellen kommen mit deutlich weniger Verzierung aus, umfassen aber wiederum jeweils drei Figurennischen.

### Glasfenster im Chor
Der Chorraum wird von drei bunten Glasfenstern von der königlich-bayerischen Glasmalereianstalt Franz Xaver Zettler aus München eindrucksvoll beleuchtet. Die Motive zeigen Szenen aus dem Leben des heiligen Martin. Das mittlere Fenster machte Zettler, dessen Vater als Bäckerssohn in Pfeffenhausen geboren wurde, der Pfarrei zum Geschenk. Die Malereien sind dem altdeutschen Stil aus der Zeit Albrecht Dürers nachempfunden.

### Wandgemälde
Im Mittelschiff sind oberhalb der Scheidbögen, aber unterhalb des Obergadens acht Medaillons in geschweiften Rahmen aufgemalt. Darin sind Gemälde zu sehen, die dem Betrachter die Seligpreisungen aus der Bergpredigt durch Heilige mit entsprechender Lebensgeschichte näherbringen. Es sind dargestellt:
1. Selig sind die Armen im Geiste. – Franz von Assisi, der Bettelorden der Minderen Brüder gründete
2. Selig sind die Trauernden. – Maria Magdalena, die am Ostermorgen am Grab des Herrn dem Auferstandenen begegnete
3. Selig sind die Sanftmütigen. – Franz von Sales, der als Heiliger der Sanftmütigkeit und des Zartgefühls schlechthin gilt
4. Selig sind, die hungern nach der Gerechtigkeit. – Ignatius von Loyola, der erste Ordensobere der Jesuiten, die sich besonders für Gerechtigkeit in der Welt einsetzen
5. Selig sind die Barmherzigen. – Philipp Neri, der während seines Studiums alle seine Bücher mit Ausnahme der Bibel verkaufte und den Erlös den Armen spendete
6. Selig sind, die reinen Herzens sind. – Agnes von Rom, die sich als Zwölfjährige weigerte, den Stadtpräfekten von Rom zu heiraten, da sie schon mit Jesus Christus verlobt sei
7. Selig sind die Friedfertigen. – Johannes Gualbertus, der dem Mörder seines Bruders vor dem Kreuz betend vergeben hat und zusammen mit diesem in ein Kloster eingetreten ist
8. Selig sind, die Verfolgung leiden. – Stephanus, der erste Märtyrer, der als Diakon der Gemeinde von Jerusalem gesteinigt wurde

Zu dem spätgotischen Chorbogenkruzifix aus dem 16. Jahrhundert malte Franz Högner in den 1930er Jahren eine Darstellung der Heiligen Dreifaltigkeit am Scheitel des Chorbogens.

### Übrige Ausstattung
Die Kreuzwegtafeln von 1886 sind neugotisch und wurden von dem Bildhauer Sebastian Wirsching gefertigt.

### Krippe
Die Kirche ist in Besitz einer Weihnachtskrippe mit heute über 100 Figuren, die großteils aus der Barockzeit stammen und zeittypisch eingekleidet sind. Die Krippe wurde 1779 beim Marktbrand in Mitleidenschaft gezogen; an einigen Holzfiguren sind noch heute Brandspuren erkennbar. 1926 wurde die Krippe um zahlreiche Wachsfiguren mit dunklen Glasaugen erweitert.

### Orgel
Zum 100-jährigen Weihejubiläum im Jahr 1988 wurde eine neue Orgel aus der Werkstatt von Georg Jann in Allkofen bei Laberweinting angeschafft. Das Schleifladeninstrument mit mechanischen Spiel- und Registertrakturen umfasst insgesamt 31 Register auf drei Manualen und Pedal. Es ersetzte eine zweimanualige Orgel mit 28 Registern von Eduard Hirnschrodt, welche wiederum eine zweimanualige Orgel mit 18 Registern ersetzte, die Franz Borgias Maerz 1887 geschaffen hatte.

## Bildergalerie

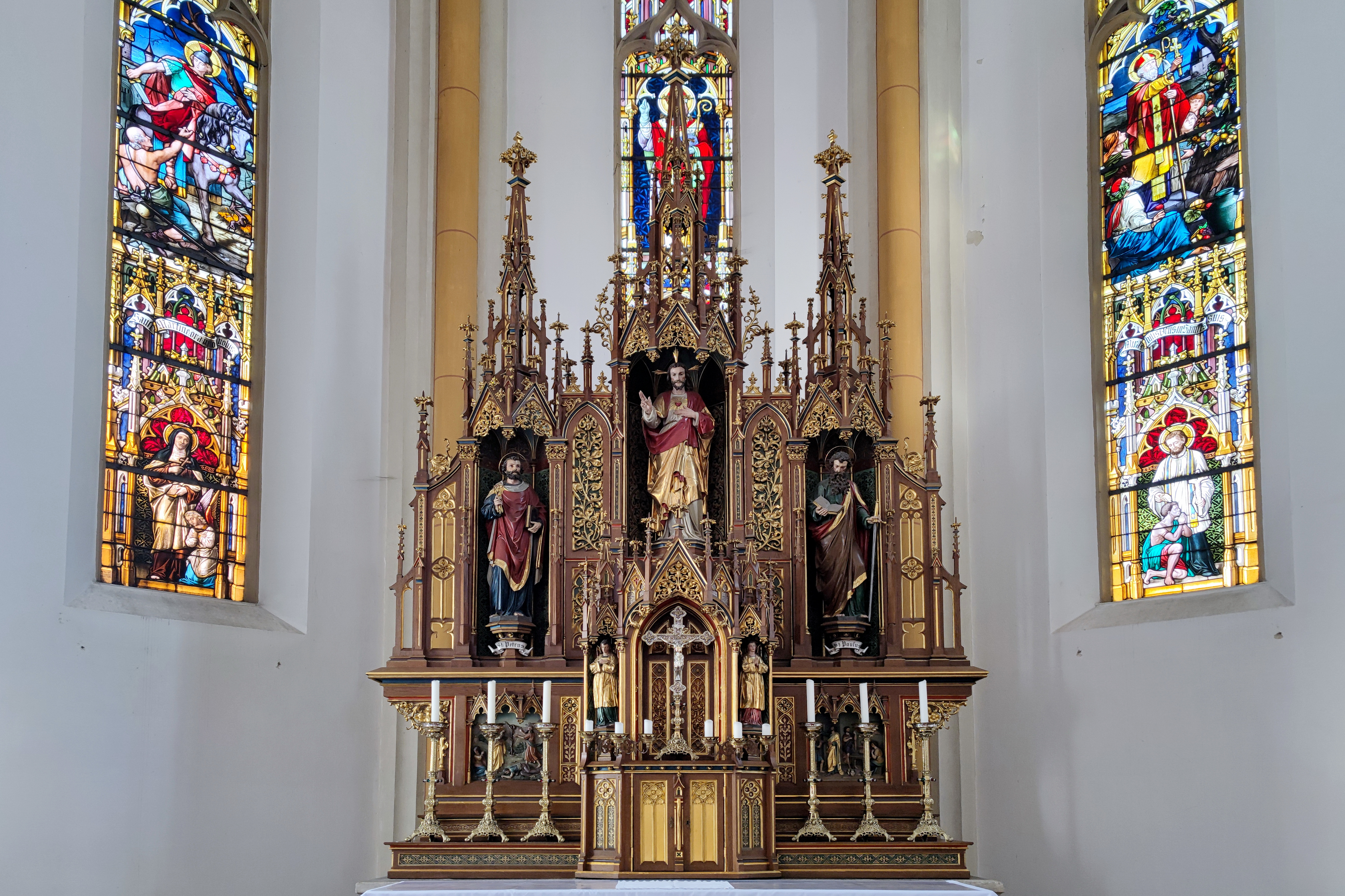
Hochaltar
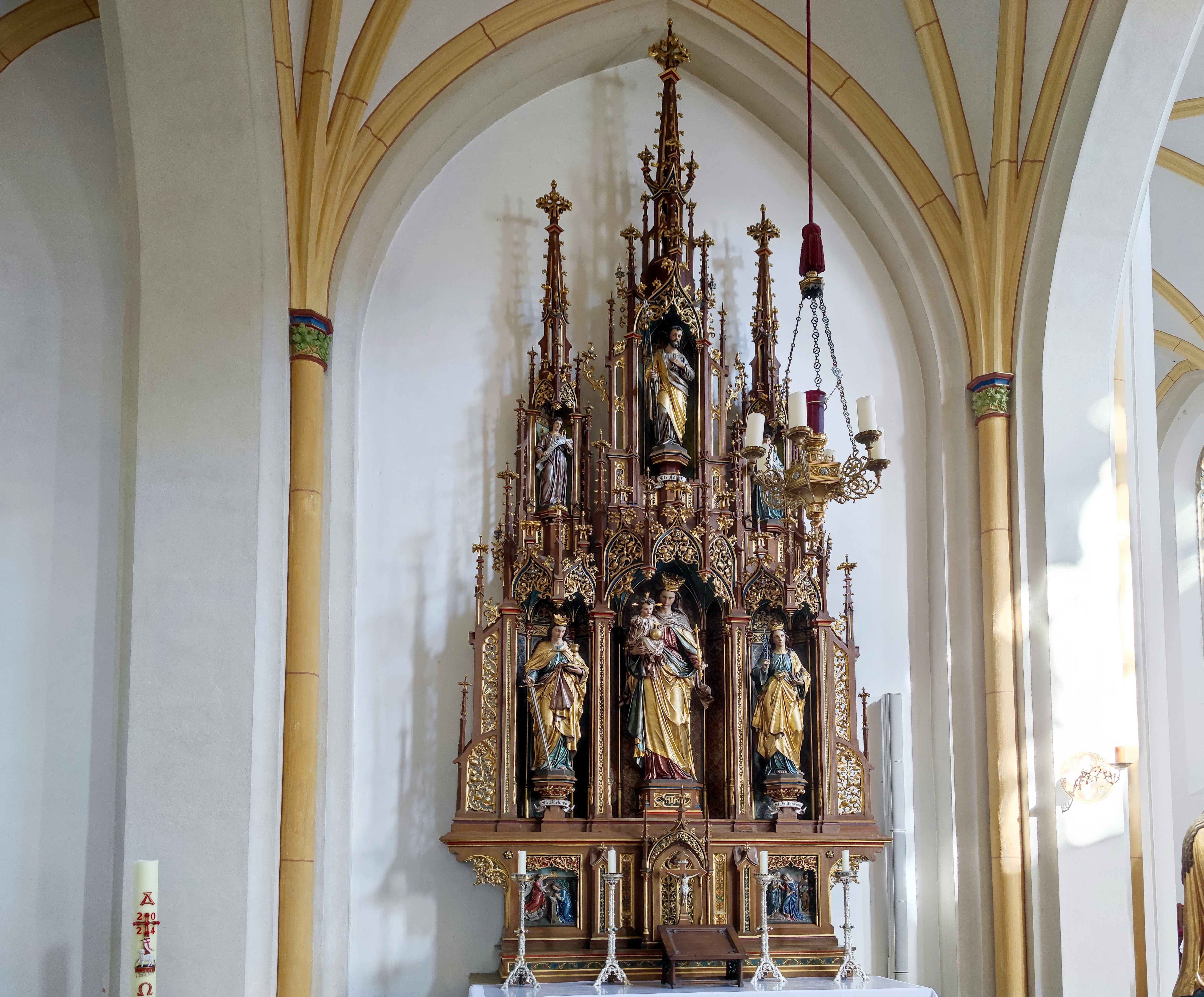
Marienaltar
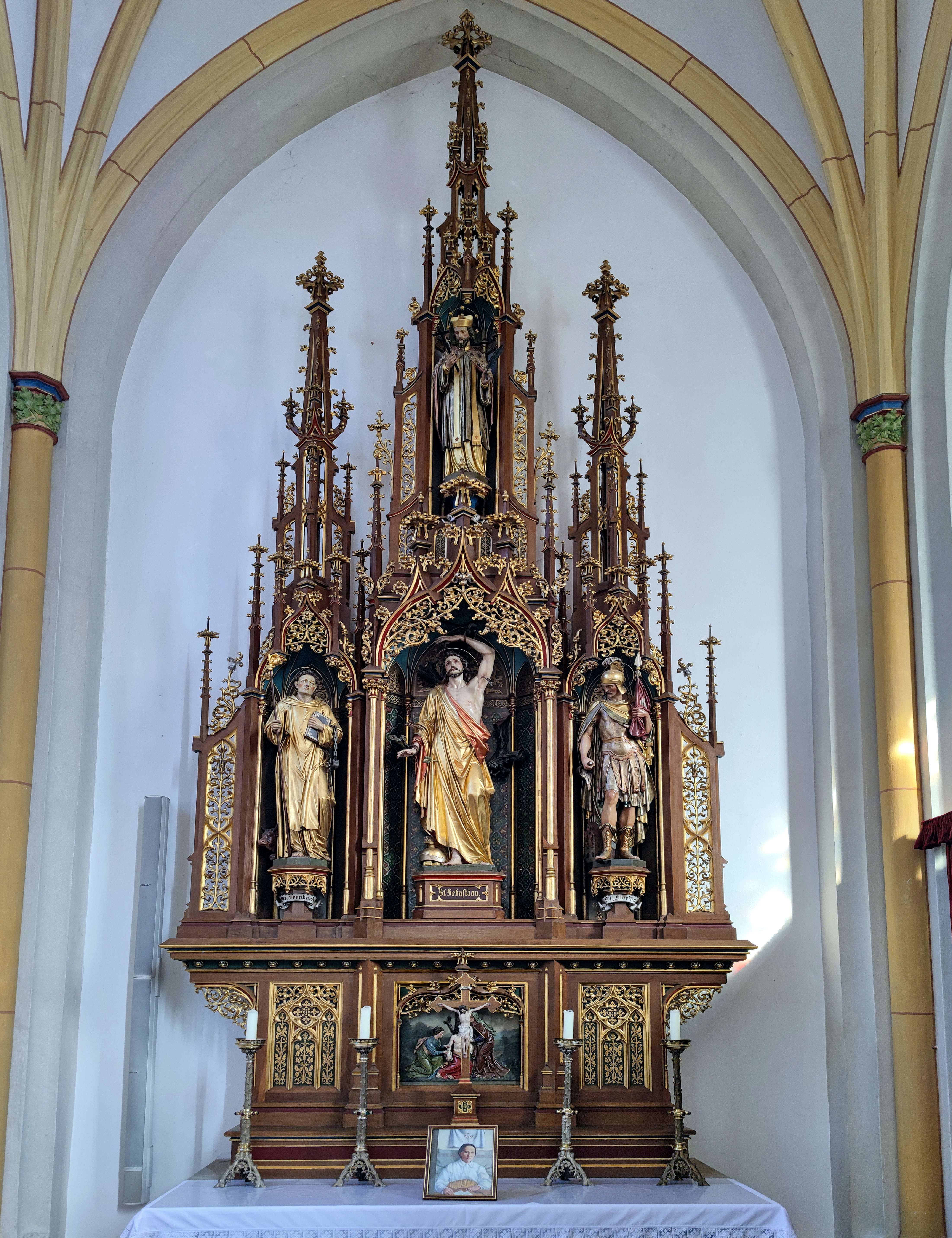
Sebastiansaltar
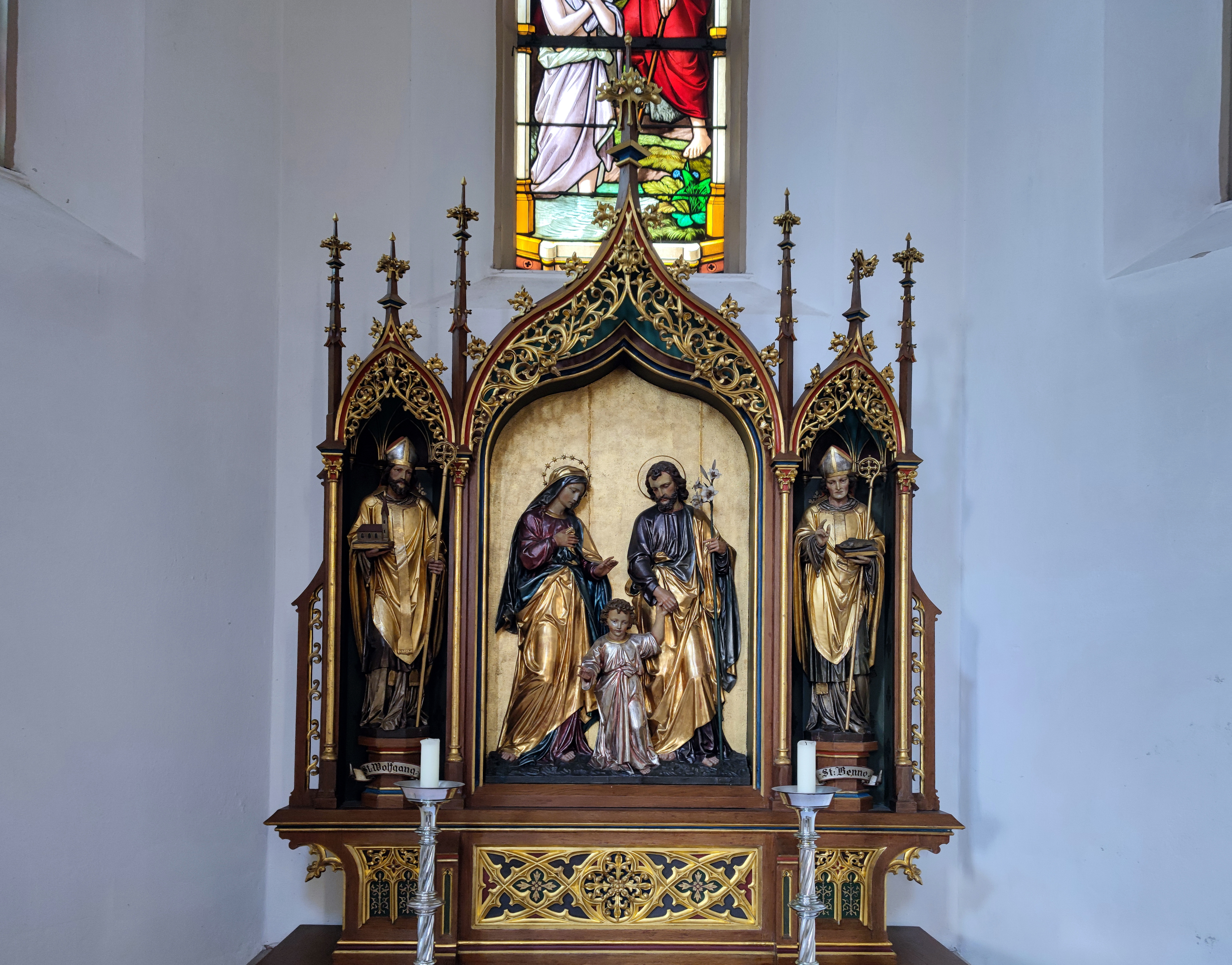
Familienaltar
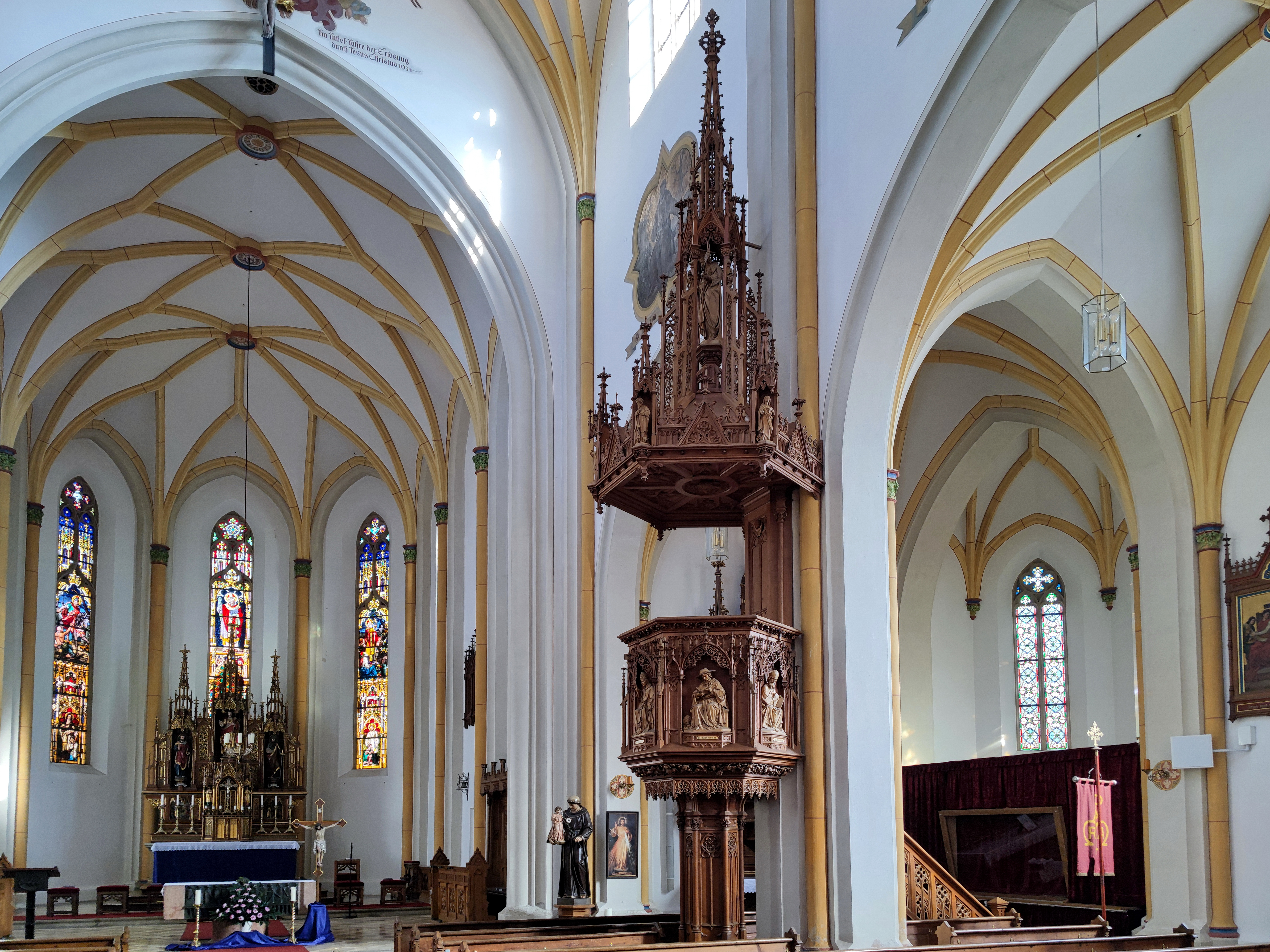
Kanzel
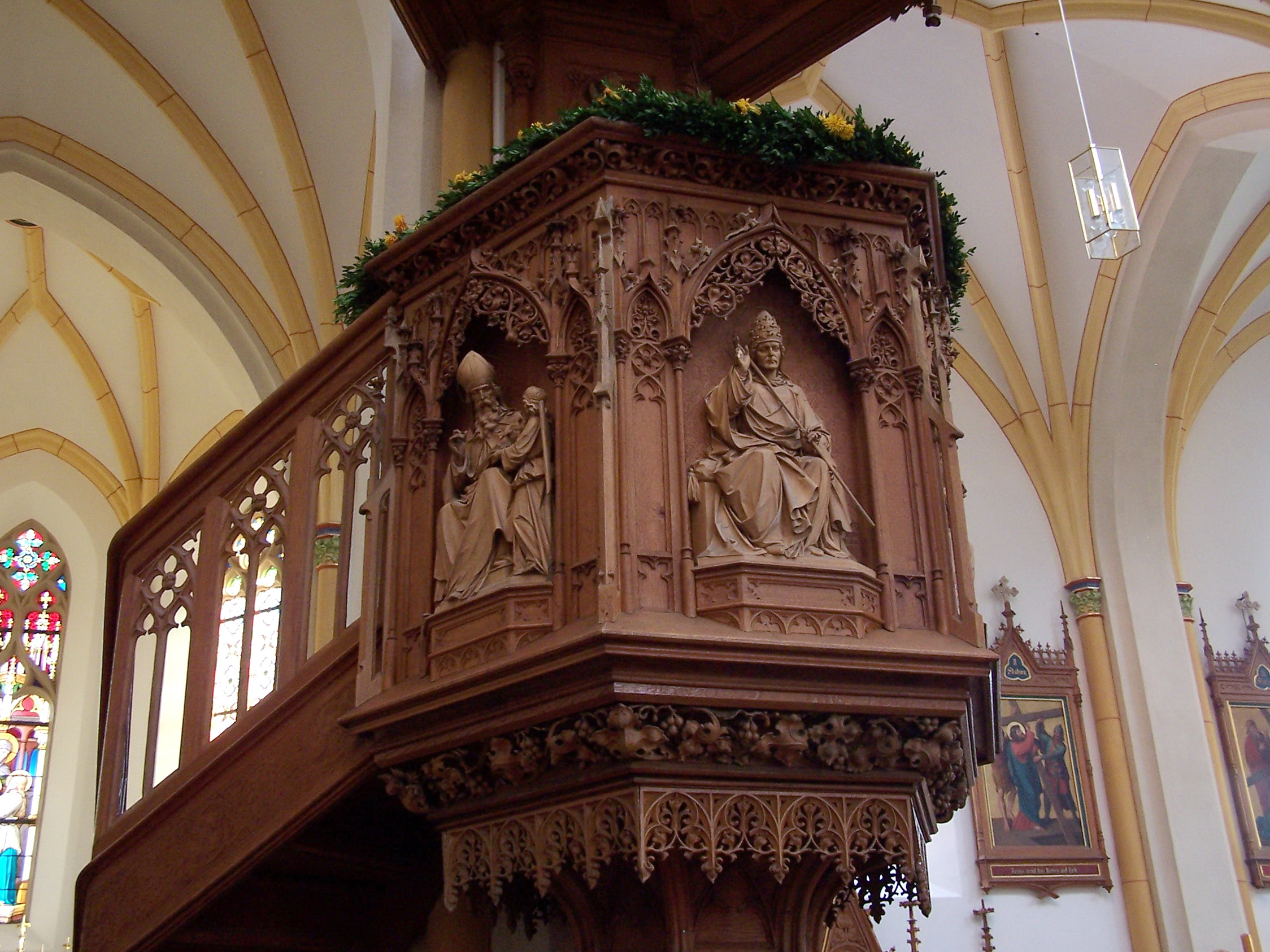
Kanzelkorb
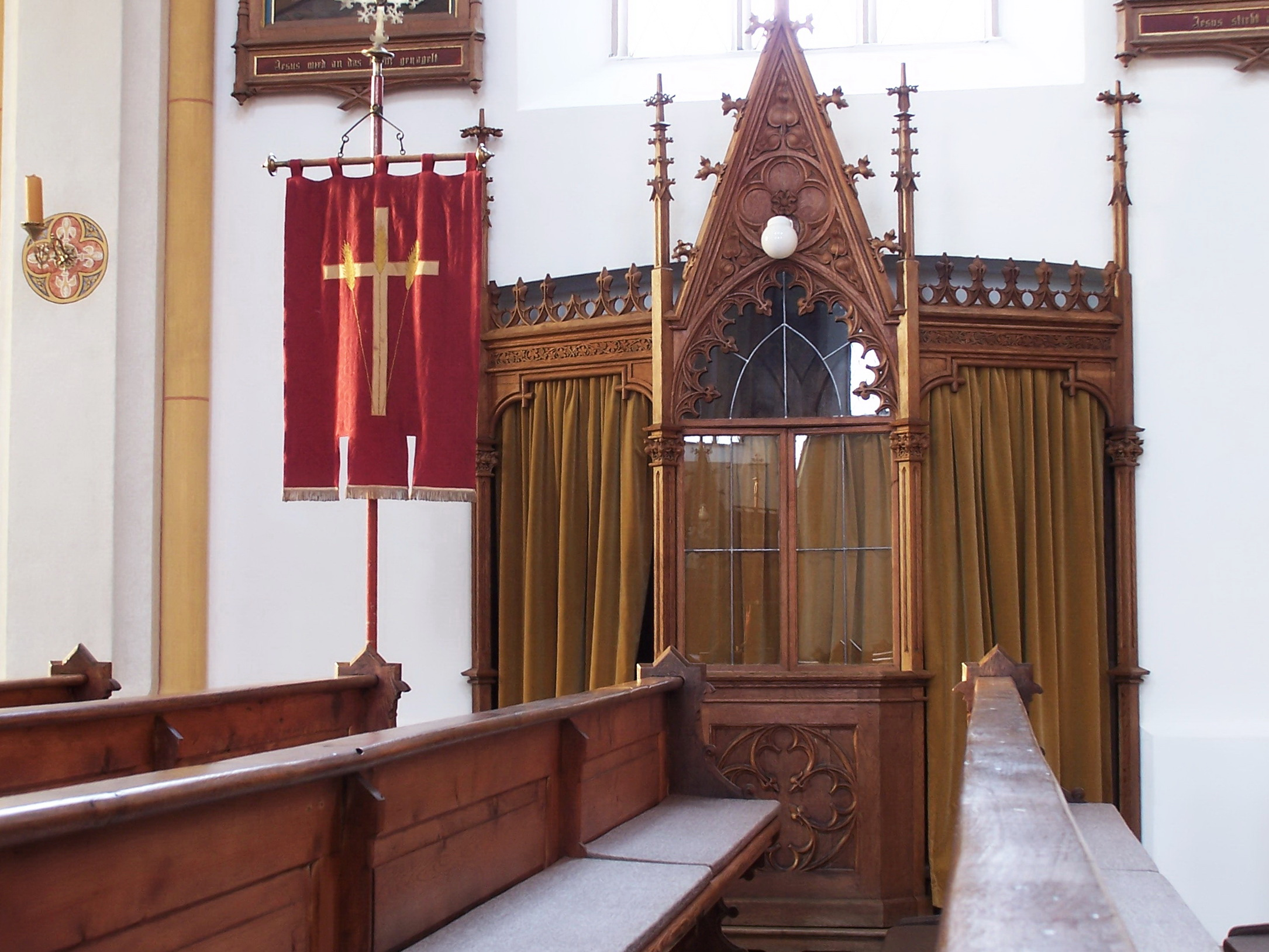
Beichtstuhl
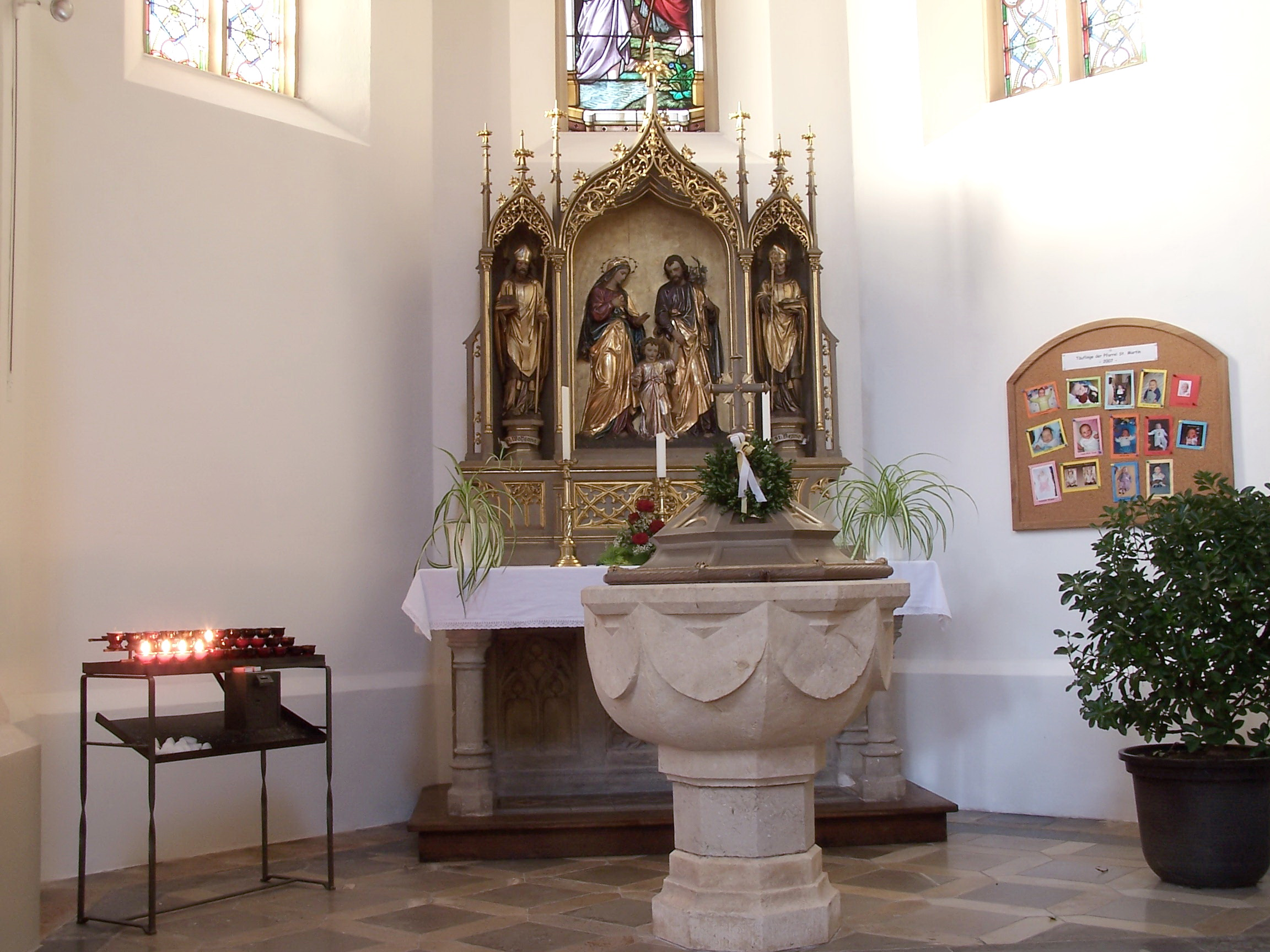
Taufkapelle mit Familienaltar
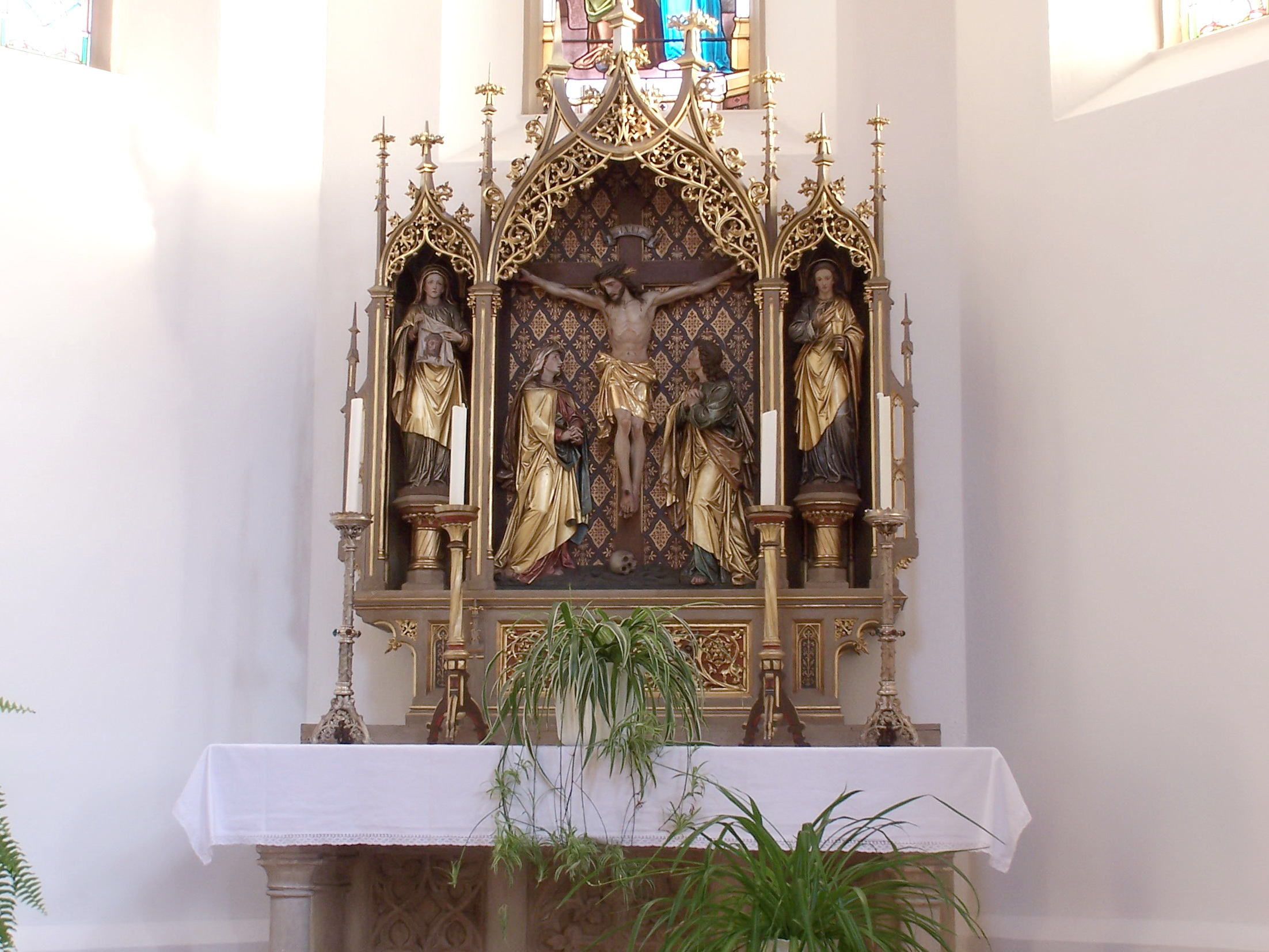
Kreuzaltar